# Kaze no Magical
Kaze no Magical (風のマジカル) là đĩa đơn thứ 9 của Koizumi Kyoko được phát hành vào tháng 3 năm 1984. Ca khúc chính cũng là tựa đề của đề được sử dụng làm ca khúc chủ đề phim Doraemon: Nobita và chuyến phiêu lưu vào xứ quỷ